# Коммуна Люкс
Коммуна Люкс – одеський хуліганстерський ансамбль, створений у 2021 році з рідних та прийомних синів Одеси-Мами. Жанр музики — Odessa Gangsta Folk.

## Історія появи
Творчість гурту починалася з перформансів в одеських ресторанах. Саме там народжувався і набував індивідуальності стиль "Odesa gansta folk". Поєднання одеської музики з анектодатами, інтерактив з слухачами, справжні аукціони, танці на столах та багато іншого змушували людей неодноразово бронювати місця на їх виступ. 
Важливо зазначити , що музичним керівником і автором аранжувань стає Олег Васянович. 
Наприкінці літа того ж року, хлопці отримали пропозицію від Віктора Лиходько стати менеджером, що значно збільшило концертну діяльність молодого гурту. Колектив набуває локальної популярності, а згодом і виходить на всеукраїнську сцену.   
Втім, волелюбні одесити не поспішають пов'язувати себе контрактами з якимось музичним лейблом і вирішують шукати визнання на інших континентах.

## Створення гурту "Коммуна Люкс"
У 2020 році гурт запросив Баграта Цуркана стати голосом кооперативу. Про цю подію команда навіть зняла ролик в стилі німого кіно. Баграт природньо влився в колектив, а дебютне відео з його участю "Бабушка Здорова" 
одразу набрало чимало тисяч переглядів в соціальних мережах Facebook та YouTube. 
В оновленому складі музичним керівником гурту стає Володимир Гітін. Також відбулась зміна гітариста. Новим учасником кооперативу став Віктор Кирилов, але його попередник Євген Кучурка й досі залишається соратником гурту. Після 24 лютого 2022 року останній долучився до лав ЗСУ. Колектив неодноразово надавав матеріально-фінансову підтримку його батальйону.    
Перший концерт  в оновленому складі відбувся в травні 2021 року в атмосферному одеському дворику. У програмі виступу був свіжий матеріал та нове звучання, строкаті жанрові експерименти та, звичайно ж, фірмовий одеський колорит.
Менеджмент гурту, директор Віктор Лиходько, продовжує розвивати концертно-гастрольний напрямок гурту. Тож, незважаючи на усі зміни, гурт й далі співпрацює з Tomato Production  як букер по країнах Центральної 
та Східної Європи.  А у 2021 році відправляється в закордонне турне. 
Оновлений колектив з новою назвою "Коммуна Люкс" голосно заявляє про себе виступивши відразу на двох фестивалях: українському "Файному місті"  та угорському Zsidó Kulturális Fesztivál  Саме на останньому колективу вдалося виконати пісню "Лехаїм Ребе" разом з її авторами, легендарним гуртом "Budapest Klezmer Band".  Також влітку 2021 року музиканти наважуються на найбільш масштабні зйомки за всю історію гурту та екранізують кримінальний романс "Вітька Шрам". 
2022 рік став переломним для всіх українців. "Коммуна Люкс" готується до великих міжнародних гастролей, втім уже в лютому стає зрозуміло, що через повномасштабне вторгнення росії в Україну заходи можуть не відбутися. Втім, не зважаючи на ситуацію, директор гурту приймає рішення продовжувати готуватись до літнього турне та паралельно з цим займатися доброчинністю. 
Зокрема, колектив долучається до благодійного концерту, організованого компанією Magic Box, та, попри обстріли міста, збирає кошти для постраждалих від військової агресії.
Загалом колектив у 2022 році провів понад 70 концертів в Україні та закордоном, більшість з яких благодійні,  та взяв участь у багатьох міжнародних фестивалях. Саме під час європейського турне було знято кліп на пісню "Гуцулка Ксеня"  у Швейцарських Альпах, який колектив презентував в січні 2023 року. А під час перебування в Німеччині, в липні 2022 року, гурт записує свій третій студійний альбом, вихід якого очікується восени 2023 року. 
Не обмежуючись європейським простором, у вересні 2022 року гурт "Коммуна Люкс" розпочав підготовку до свого першого масштабного туру по північно-східному узбережжю США. Наперекір бюрократичним перипетіям, через рік музиканти перетнули Атлантику, подарувавши американському народу 28 захоплюючих виступів у США та трьох містах Канади за підтримки лейблу Cool Hat Records. Їх музика звучала від фестивалів просто неба до затишних барів, від церковних святинь до університетських залів, підкреслюючи унікальність і універсальність їхнього творчого виразу.
Взимку 2023 "Коммуна Люкс" знімає чергову відеороботу на пісню "Хава наґіла", прем'єра якої з успіхом відбулась восени, та продовжує проводити благодійні концерти. Протягом 2023 року гурт успішно провів 46 благодійних виступів та вразив публіку на великих європейських фестивалях.
Ще однією визначальною подією став дебют "Коммуна Люкс" на музичних сценах Франції та Норвегії. Їхні виступи у цих країнах стали яскравою точкою на карті музичних подорожей гурту, додавши нові фарби до палітри їхнього виняткового репертуару.
Історія цих простих хлопців та майстерних музикантів тільки на початковій стадіі, найближчі роки вони обіцяють підкорити нові країни на континенти.

## Склад гурту
- Баграт Цуркан - вокал
- Олег Васянович - акордеон
- Віктор Кирилов - гітара
- Володимир Гітін - кларнет
- Андрій Охрамович - труба
- Ярослав Беш - тромбон
- Сергій Полторак - барабан
- Віктор Лиходько - директор
- Денис Войтенко - звукорежисер
- Олександр Трюкаченко - оператор

## Колишні учасники гурту
- Євген Кучурка - гітара
- Дмитро Свідрук - бас-гітара
- Олег Бейлік - гітара

## Стиль виконання
Музичний стиль "Коммуна Люкс" складається з вуличного бандитського фольклору, єврейської народної музики та балканських ритмів. Сам колектив жартома називає себе "одеським музичним кооперативом". Їхні виступи не обмежуються музичним виконанням, адже тут присутні й елементи перформансу. Одеські містерії, особливий гумор, фірмові “фокуси”, торги та непрохані гості – саме ця сценічна винахідливість та місцевий колорит зробили колектив візитівкою всієї Одеси, а згодом і вплинули на міжнародне визнання.
Цікавий факт, що після появи в команді вокаліста Баграта Цуркана, гурт розширив свій стилістичний діапазон. Тепер до одесько-єврейського фольклору в репертуарі додалися й мелодійні українські пісні.

## Участь в фестивалях
- Файне місто (Тернопіль, Україна) — літо, 2021 [18]
- Zsidó Kulturális Fesztivál (Будапешт, Угорщина) — літо, 2021 [19]
- D-Festival (Турієць, Словаччина) — літо, 2022 [20]
- Internationales Donaufest (Ульм, Німеччина) — літо, 2022 [21]
- Tollwood Festival (Мюнхен, Німеччина) — літо, 2022 [22]
- Horizonte Festival (Кобленц, Німеччина)  — літо, 2022 [23]
- 24-ий фестиваль Єврейської культури “Simcha” (Вроцлав, Польща) — літо, 2022 [24]
- Weinturm Open Air (Бад-Віндсгайм, Німеччина) — літо, 2022 [25]
- Hors Tribu Festival (Мотьє, Швейцарія) — літо, 2022 [26]
- Buskers Festival Good morning (Невшатель, Швейцарія) — літо, 2022
- VIDOR Fesztivál (Ньїредьгаза, Угорщина) — літо, 2022 [27]
- Pannonica Festival (с. Барциці, Польща) — літо, 2022 [28]
- 19-ий фестиваль Єврейської культури “Singer's Warsaw” (Варшава, Польща) — літо, 2022
- Trutnovský Jarmark (Трутнов, Чехія)  — літо, 2022
- Burg festival (Бурггаузен, Німеччина) — літо, 2022
- Teplický CIMES - Dny židovské kultury (Тепліце, Чехія) — літо, 2022
- Sziget Festival (Будапешт, Угорщина) — літо, 2023
- Kulturzug (Планк ем Камп, Австрія) — весна, 2023
- Open Air Bühne Hilchenhaus (Лорх, Німеччина) — весна, 2023
- kontakt - Das Kulturfestival (Бамберг, Німеччина) — весна, 2023
- Bautzener Frühling (Бауцен, Німеччина) — весна, 2023
- Letní Letná festival (Прага, Чехія) — літо, 2023
- Folkloric (Найсеауе, Німеччина) — осінь, 2023
- Bauhausfest (Дессау, Німеччина) — осінь, 2023
- Jødisk Kulturfestival (Тронгейм, Норвегія) — осінь, 2023
- Jüdische Kulturtage (Берлін, Німеччина) — осінь, 2023
- The Village Trip (Нью-Йорк, США) — осінь, 2023

## Газета
Від заснування і дотепер гурт щорічно публікує власну газету. Ідею застосувати такий формат та започаткувати цю традицію колективу принесла Ріта Катерпиллар, музична менеджерка та власниця лейбла Caterpillar. 
Ідея авторської газети виникла тому що музика, яку виконує колектив з’явилася тоді, коли друкована періодика була одним з основних джерел інформації. Газета "Коммуни Люкс" працює як флаєр та здебільшого поширюється на заходах колективу. В ній колектив розповідає про команду, а також про своє колоритно місто Одесу. Видання, як правило, виходить раз на рік перед якимось важливим періодом гастролей та інших активностей. Ця традиція продовжилась і в оновленому складі кооперативу, тож періодика існує уже 6 рік поспіль. Останнє видання було на трьох мовах (англійській, німецькій та польській) та розповсюджувалось по Європі під час турів у 2022 році.

## Фільмографія
- "Одесса как она есть. Люди — События" (2016, реж. Роман Волчак, Андранік Давтян, Андрій Поповиченко) [29]

### Ми в Facebook
- Facebook

### Ми в Insagram
- Іnstagram

### Ми в YouTube
- YouTube

### Гурт “Комунна Люкс”
- Odessza-Budapest klezmer Talalkozo//jegy.hu
- Одесская фолк-группа "Коммуна Люкс" отправляется в благотворительный тур в поддержку Украины// Сегодня
- Одесская группа «Коммуна Люкс» представила новое видео// Folga
- На одесском Главпочтамте сняла клип одесская группа Kommuna Lux// Культурометр
- Одесская группа сняла клип, где воссоздала Одессу 20-х годов прошлого века// Одесская жизнь
- В Одессе фолк-группа «Коммуна Люкс» даст концерт на балконе// Odessa online
- Гурт “Коммуна Люкс” представив свій новий кліп на пісню “Витька шрам”//7канал
- Одесити провели провели благодійний концерт на користь української армії// Подробиці
- Kommuna Lux//badehaus-berlin
- Kommuna Lux aus der Ukraine beim Tollwood Sommerfestival auf der Bühne// Musix
- Kommuna Lux czyli czczypa Odessa gangsta folk`u// Pannonica
- Wie spielt man ein Konzert in einem Kriegsgebiet? /lvz.de
- Győrben ad koncertet az ukrán Kommuna Lux együttes//Papageno